# Jean-Marc Chavanne
Jean-Marc Chavanne, né le 2 février 1939 à Mieussy (Haute-Savoie) et décédé le 11 mars 2003 à Ambilly, est un homme politique français.
Il est élu député dans la cinquième circonscription de la Haute-Savoie en 1998, succédant à Pierre Mazeaud, nommé au conseil constitutionnel. Il est réélu en 2002 et meurt en fonctions en 2003 des suites d'un cancer, remplacé par Marc Francina. Il faisait partie du groupe UMP.

## Mandats nationaux
- 05/03/1998 - 18/06/2002 : Député de Haute-Savoie
- 19/06/2002 - 10/03/2003 : Député de la Haute-Savoie

## Mandats locaux
- 23/06/1980 - 13/03/1983 : Maire de Saint-Jeoire-en-Faucigny (Haute-Savoie)
- 14/03/1983 - 19/03/1989 : Maire de Saint-Jeoire-en-Faucigny (Haute-Savoie)
- 20/03/1989 - 18/06/1995 : Maire de Saint-Jeoire-en-Faucigny (Haute-Savoie)
- 19/06/1995 - 18/03/2001 : Maire de Saint-Jeoire-en-Faucigny (Haute-Savoie)
- 19/03/2001 - 10/03/2003 : Maire de Saint-Jeoire-en-Faucigny (Haute-Savoie)

## Annexe